# Ульріх Рот
У́льріх Рот (нім. Ulrich Roth; 18 грудня 1954, Дюссельдорф) — відомий також як Улі Йон Рот (нім. Uli Jon Roth), німецький гітарист-віртуоз, філософ.
Народився 18 грудня 1954 року у місті Дюссельдорф, Німеччина. Змалечку захоплювався музикою, серйозно почав грати на інструментах лише у 12 років. З 1968 року Улі грав у німецькому паб-блюз гурті Blue Infinity. З 1972 року разом з Френсісом Бухгольцем та Юргеном Розенталем грав у прогресив-рок гурті Dawn Road.
1973 року Міхаель Шенкер залишив гурт Scorpions саме перед концертом. Але попередньо, Міхаель попросив Улі замінити його разом із Фресісом і Юргеном. Улі погодився. Після концерту Рудольф Шенкер запропонував Улі приєднатися до Scorpions і отримав згоду. Таким чином гурти Dawn Road та Scorpions злилися.
Наступні 5 років Scorpions підкорюють Японію та Європу. Улі був визнаний гітаристом майстер-класу. Згодом його вплив на свою творчість визнають Едді Ван Гален та Інгві Мальмстін.
1978 року Улі залишає Scorpions через розбіжності у стилях і створює свій власний ансамбль Electric Sun.
Улі Йон Рот завдяки своєму характерному стилю гри на гітарі став дуже впливовою особою на світовій рок- та метал-сцені. Позаяк сам він був цілковитим фанатом славнозвісного Джимі Гендрікса, то метод його гри був уподібнений до методу останнього. Проте жага до винахідництва Улі сприяла розвиткові нової течії в музиці — неокласичного металу. Саме Улі став одним із перших, разом із Рітчі Блекмором, хто поєднав класичні арпеджіо з інструментами та фігурами рок-музики. Приміром, композиція з альбому гурту Scorpions Taken by Force — The Sails Of Charon — вельми насичена класичними мотивами. Натомість у Блекмора аналогічною піснею є Highway Star. Так, Рот привернув увагу багатьох, ще молодих на той час, перспепективних гітаристів. Таких, як Інґгві Мальмстін, чи Джон Петруччі.